# Staurastrum meriani
Staurastrum meriani là một loài Song tinh tảo trong họ Desmidiaceae, thuộc chi Staurastrum.